# Wapen van Spaubeek

Het wapen van Spaubeek werd op 5 november 1890 per Koninklijk Besluit aan de Nederlands Limburgse gemeente Spaubeek verleend. De gemeente is in 1982 opgegaan in de gemeente Beek. Na de fusie nam de nieuwe gemeente Beek een nieuw wapen, gebaseerd op de oude wapens van Beek en Spaubeek, aan.

## Blazoenering
De blazoenering van het wapen luidt als volgt:
In goud de H.Laurentius, dragend een opperkleed van keel, gesierd van goud en een onderkleed van sabel, met hoofd en handen van natuurlijke kleur, het hoofd omgeven door een nimbus; in de linkerhand houdt hij een rooster van sabel en in de rechterhand, aan een lint van keel en goud, het wapen van de voormalige graven van Geleen, zijnde gevierendeeld; kwartier een en vier van keel, beladen met een achtkoppig slangenkruis van zilver; kwartier twee en drie van zilver, beladen met drie koekjes van keel, geplaatst twee en een; randschrift; ""Gemeentebestuur van Spaubeek"".
Het wapen is geheel goud van kleur. Het toont de heilige Laurentius gekleed in een rood gewaad met eronder een zwart gewaad. Het gezicht en de handen van Laurentius zijn vleeskleurig. Om zijn hoofd heeft hij een aureool. De heilige houdt in zijn linkerhand een zwart rooster, zijn attribuut, en in zijn rechterhand het wapen van de graven van Geleen en Amstenrade. Het bijschild is in vier kwartieren gedeeld. De eerste en vierde zijn gelijk: rood met daarop een zilver slangenkruis met acht koppen. Het tweede en derde kwartier zijn van zilver met elk drie rode koeken. Om het wapen heen een lint waarop staat: Gemeentebestuur van Spaubeek.

## Geschiedenis
Het wapen is een samenvoeging van de parochieheilige van Spaubeek en het familiewapen van Huyn van Amstenrade (ook wel Huyn van Geleen) als weergave van de geschiedenis van de gemeente. Geleen en Spaubeek vormden sinds 1558 een heerlijkheid. Op 16 mei 1654 werd de heerlijkheid verheven tot het Graafschap Geleen en Amstenrade. In het familiewapen is ook het wapen van Gronsveld te zien in de tweede en derde kwartieren.

## Overeenkomstige wapens
Onder andere de volgende wapens zijn op historische gronden vergelijkbaar met het wapen van Spaubeek:

Het wapen van Beek
Het wapen van Amstenrade
Het wapen van Geleen

Ambt Montfort
· Amby
· Amstenrade
· Arcen en Velden
· Baexem
· Beegden
· Beek
· Belfeld
· Bemelen
· Berg en Terblijt
· Bingelrade
· Bocholtz
· Borgharen
· Born
· Broekhuizen
· Broeksittard 
· Buggenum
· Bunde
· Cadier en Keer
· Echt 
· Eijsden
· Elsloo
· Eygelshoven
· Geleen
· Gennep
· Geulle
· Grathem
· Grevenbicht
· Gronsveld
· Grubbenvorst
· Gulpen 
· Haelen
· Heel
· Heel en Panheel
· Heer
· Helden
· Herten
· Heythuysen
· Hoensbroek
· Horn
· Horst
· Houthem
· Hulsberg
· Hunsel
· Itteren
· Jabeek
· Kessel
· Klimmen
· Limbricht
· Linne
· Maasbracht
· Maasbree
· Maasniel
· Margraten
· Meerlo
· Meerlo-Wanssum
· Meerssen
· Meijel
· Melick en Herkenbosch
· Merkelbeek
· Mheer
· Montfort
· Munstergeleen
· Neer
· Neeritter
· Nieuwenhagen
· Nieuwstadt
· Noorbeek
· Nuth
· Onderbanken
· Obbicht en Papenhoven
· Ohé en Laak
· Oirsbeek
· Ottersum
· Oud-Valkenburg
· Oud-Vroenhoven
· Posterholt
· Roggel
· Roggel en Neer
· Roosteren
· Schaesberg
· Schimmert
· Schinnen
· Schinveld
· Sevenum
· Simpelveld
· Sint Geertruid
· Sint Odiliënberg
· Sint Pieter
· Sittard
· Slenaken
· Spaubeek
· Stramproy
· Stevensweert
· Susteren
· Swalmen
· Tegelen
· Thorn
· Ubach over Worms
· Ulestraten
· Urmond
· Valkenburg
· Vlodrop
· Wanssum
· Wessem
· Wijlre
· Wijnandsrade
· Wittem